# Georges Vallerey senior

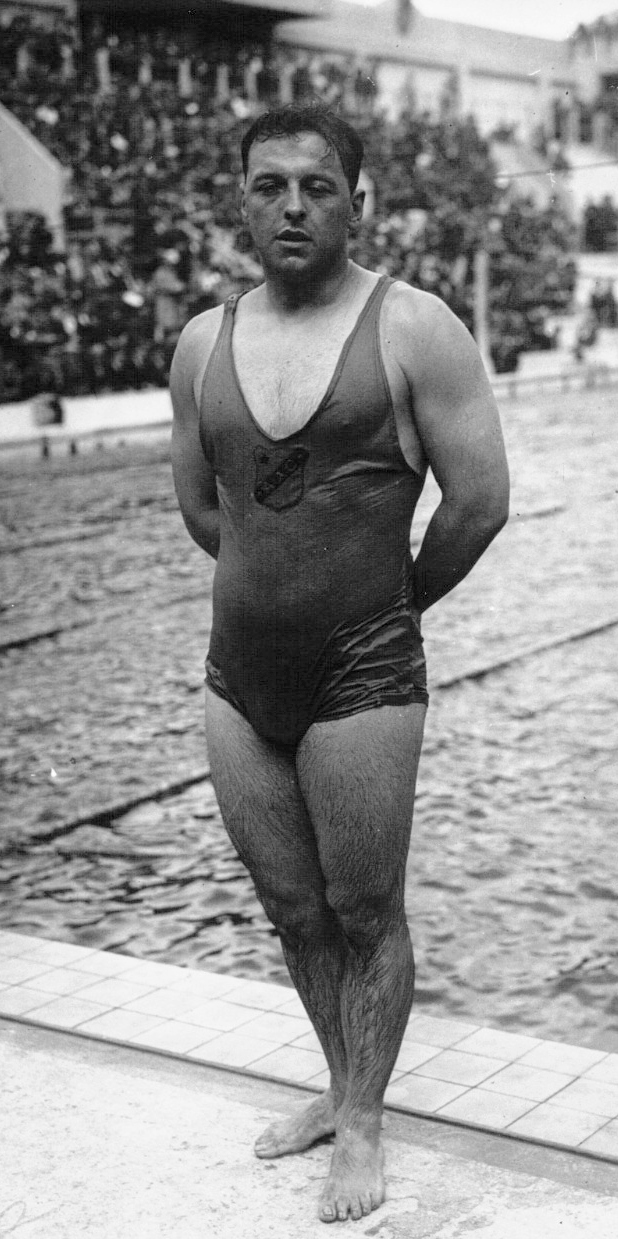
Georges Vallerey (1927)

Georges Émile Pierre Jehan Denis Vallerey (* 2. Dezember 1902 in Lorient; † 11. Juni 1956 in Casablanca) war ein französischer Schwimmer.
Georges Vallerey vom Amiens AC nahm 1924 an den olympischen Schwimmwettbewerben in Paris teil. Im ersten Vorlauf des 200-Meter-Brust-Wettbewerbs belegte er in 3:11,2 Minuten den letzten Platz.
Seine Kinder Georges Vallerey junior und Gisèle Vallerey nahmen ebenfalls für Frankreich an Olympischen Spielen teil. 